# مجلس حكماء المسلمين
مجلِس حُكَماء المُسلمين، هو هيئةٌ دوليَّةٌ مستقلِّة هدفُها تعزيزُ السِّلم في المجتمعات المسلِمة، وتجنيبُها عواملَ الصِّراع والانقسام، والمجلِس مستقلٌّ في إدارة شؤونه والتعبير عن رأيِه في القضايا التي يتَصدَّى لها، غيرُ تابعٍ لوصايةِ أو ولايةِ أيٍّ مِنَ الحكومات أو المنظَّمات، ويتكوَّنُ من مجموعةٍ من علماء الدِّين الإسلاميِّ تتميَّزُ بالحكِمة والعَدالَة والاستقلالِ والوسطيَّةِ، تعملُ على إصلاح ذاتِ البَيْنِ في المجتمعات المسلِمة، وتجنيبِ العالَمِ الإسلاميِّ أنْ يُصبحَ ساحةً للتَّدخُّلاتِ الأجنبيَّةِ والتقسيماتِ والصِّراعاتِ، ويُراعي التنوُّعَ والتَّعدُّدَ والتمثيلَ العالميَّ للمجتمعاتِ المسلِمة.

## رُؤيَةُ المجلِس
مجتمعاتٌ آمِنة تُوقِّر العِلمَ والعُلماءِ، وتُرسِّخ قيمَ الحوار والتسامحِ واحترام الآخَر، وتَنعمُ بالسَّلام.

## رِسالةُ المجلِس
إحياءُ دَوْرِ العُلَماء واستثمارُ خِبراتِهم ومَكانتِهم في تَرشِيدِ حَرَكةِ المُجتَمَعاتِ المُسلِمة، والإسهامُ في إزالةِ أسبابِ الفُرقَةِ والاختلافِ، والعمَلُ على تحقيقِ المُصالَحةِ.

## أهداف المجلس
1.	تحديدُ أولويَّاتِ الأُمَّة وَفْقَ مُقارَباتٍ شَرعيَّةٍ وعِلميَّةٍ أصيلةٍ تعملُ على إرساءِ قِيَمِ الأمنِ والعَدلِ والسِّلم الاجتماعيِّ.
2.	إرساءُ أُسُسِ التعاونِ والتعايُشِ بين مُواطِني البلدِ الواحِدِ والبُلدان المسلِمةِ المختلفةِ.
3.	تعزيزُ الثِّقةِ وتشجيعُ العَلاقاتِ الودِّيَّة والاحترام المتبادَل بين أصحابِ الدِّياناتِ والمذاهب المتعدِّدة داخل المجتَمعِ الواحِد؛ تحقيقًا للسِّلم والوِئام العامِّ.
4.	التعرُّفُ على الآخَرِ، وبيانُ الأُسسِ الشرعيَّةِ والعلميَّةِ للتَّعامُلِ معه.
5.	إتاحةُ الفُرصةِ لعددٍ مِن حُكَماءِ الأُمَّة ينهَوْن عَنِ الفسادِ في الأرضِ، ويضعون الحلولَ الدائمةَ لتعزيزِ السِّلمِ في المجتمعات.
6.	تجسيدُ وإبرازُ قِيَمِ الإسلامِ في التَّعامُل مع الآخَر في المجتمعات المسلِمة وغيرِها، ونَشرُ ودعمً مبادِئِ حُسنِ الجِوارِ والاحترامِ المتبادَل بين الشُّعوبِ، على أساسٍ مِنَ الحقِّ والعَدلِ والإنصافِ.
7.	الوُقوفُ على الأسبابِ الجِذريَّة للصِّراع والشِّقاق داخل المجتمعاتِ المسلِمة، ووضعُ الحُلولِ المناسبةِ لمعالجتِها والحدِّ منها.
8.	العملُ على بَثِّ السَّكِينةِ والطُّمأنينةِ النَّفسيَّةِ والرُّوحيَّة بين أفرادِ المجتمعاتِ المسلِمة على النحوِ الذي يُحقِّق حالةً من الوِفاق داخلَ هذه المجتمعات تَضمَنُ بالدَّرجَةِ الأُولى الكُليَّاتِ الخمسَ؛ مِن حِفظ الدِّين والنَّفسِ والعِرض والعَقل والمال.
9.	العملُ على تَقوِيةِ المناعةِ الذاتيَّة للأُمَّة ضدَّ التَّطرُّف والعُنف والاستقطاب الذي قد ينشأُ داخلَها، أيًّا كان اتِّجاهُه ومصدرُه.
10.	تحريرُ المفاهيمِ عامَّةً، والشرعيِّ منها خاصَّةً، وتصحيحُها، وإزالةُ ما يَعتوِرُها مِنَ التباسٍ أو تحريفٍ؛ لتعودَ إليها حقائقُها الأصيلَةُ وأهدافُها النبيلةُ.
11.	العملُ على بَثِّ ثقافةِ السِّلم القائمةِ على العَدلِ وترسيخِ فِقهِ السِّلمِ في المجتمعاتِ المسلِمة، باعتبارِه حقًّا ضامِنًا لكُلِّ الحقوقِ ومِن ثَمَّ فهو مقصدٌ أسمَى.
12.	العملُ على نشرِ فِقهِ الاختلافِ وترسيخِه، وحلِّ النِّزاعاتِ بالوسائلِ السِّلميَّةِ في الأُمَّةِ بما يَضمنُ المحبَّةَ والتآلُفَ وصيانةَ الدِّماءِ والأعراضِ والأموالِ على كافَّةِ المستوياتِ.
13.	العملُ على نشرِ ثقافةِ فقهِ الأولويَّاتِ وفقهِ الواقع بما يُؤدِّي إلى إعلاءِ المصالحِ العُليا للإنسانِ والأوطانِ على المصالحِ الخاصَّة.
14.	العملُ على ترسيخِ القِيَمِ الرُّوحيَّةِ والخُلُقيَّةِ في المجتمَعاتِ المسلِمة.
15.	العملُ على استعادةِ العلماءِ لمكانتِهم ورِيادتِهم داخلَ المجتمَعات المسلِمة بما يُعيد إلى الأُمَّة مَرجِعيَّتَها العِلميَّةَ الحضاريَّةَ، ويُرسِّخُ ثقتَها بهم؛ باعتبارِهم ضَمِيرَها المستقلَّ المعبِّرَ عن حقائقِها وأصولِها، دونَ تحيُّزٍ أو انحِرافٍ.
16.	بَلوَرةُ خطابٍ جديدٍ يَنبَثِقُ عنه أسلوبٌ مِنَ التربيةِ الخُلُقيَّةِ والفكريَّةِ، يُعطِي الأولويَّةَ للنشءِ والشَّبابِ بما يُناسِبُ احتياجاتِهم، ويُحقِّقُ آمالَهم، ويُشجِّعُهم على الانخِراط الفِعليِّ في ثقافةِ السَّلامِ ونَبْذِ الكراهيةِ والعُنفِ.
17.	التنسيقُ والتعاونُ مع الهيئاتِ العِلميَّةِ المعتَبَرةِ في العالمِ بما يَتوافَقُ مع المنهجِ الوسطيِّ الإسلاميِّ، ورُوحِ تعزيزِ السِّلمِ والحوارِ والتسامُحِ والعدلِ والمساواةِ؛ باعتبارِ ذلك رسالةَ الأُمَّةِ الإسلاميَّةِ إلى العالمِ.
18.	تحريرُ وتصحيحُ المفاهيمِ الشرعيَّةِ والإسلامية الملتبِسة، ودرءُ أسبابِ اللَّبسِ عنها، ونشرُ قِيَمِ السِّلمِ والعَدلِ ووَضعُها في إطارٍ مَقاصِديٍّ شَرعيٍّ واضحٍ، وبيانُ التأصيلِ الشرعيِّ لها بعدَ توصيفِ الواقعِ في كُلِّ قضايا الأُمَّةِ ونوازِلهِا ومُستجدَّاتها.

## أعضاء المجلس
| الاسم                                                | الدولة                   | الصفة |
| ---------------------------------------------------- | ------------------------ | --- |
| فضيلة الإمام الأكبر أ.د/ أحمد الطيب                  | مصر                      | شيخ الأزهر الشريف رئيس مجلس حُكَماء المسلِمين                                                                                               |
| معالي الشيخ عبد الله بن بيَّه                          | موريتانيا                | رئيس مجلس الإمارات للإفتاء الشرعي لدولة الإمارات العربية المتحدة رئيس منتدى أبوظبي للسلم                                                 |
| سمو الأمير غازي بن محمد بن طلال                      | الأردن                   | رئيس مجلس أمناء مؤسسة آل البيت الملكية للفكر الإسلامي                                                                                    |
| فضيلة الأستاذ الدكتور حسن الشَّافعي                    | مصر                      | عضو هيئة كبار العلماء بالأزهر الشريف رئيس مجمع اللغة العربية جمهورية                                                                     |
| معالي الأستاذ الدكتور محمد قريش شهاب                 | إندونيسيا                | وزير الشؤون الدينية - سابقاً |
| معالي الأستاذ الدكتور عبد الله نصيف                  | المملكة العربية السعودية | أمين عام رابطة العالم الإسلامي - سابقاً                                                                                                   |
| معالي الشيخ عبدالرحمن بن محمد بن راشد آل خليفة       | مملكة البحرين            | رئيس المجلس الأعلى للشؤون الإسلامية |
| فضيلة الأستاذ الدكتور مصطفى بنحمزة                   | المملكة المغربية         | عضو المجلس العلمي الأعلى رئيس المجلس العلمي المحلي بوجدة                                                                                 |
| سماحة الشَّيخ الشريف إبراهيم صالح الحسيني              | جمهورية نيجيريا          | رئيس هيئة الإفتاء بالمجلس الأعلى للشؤون الإسلامية في نيجيريا ورئيس لجنة الفتوى بجماعة نصر الإسلام بنيجيريا                               |
| معالي الأستاذ الدكتور قطب سانو                       | جمهورية غينيا            | وزير الشؤون الدينية، وزير التعاون الدولي، المستشار الدبلوماسي لرئيس جمهورية غينيا - سابقا، الأمين العام لمجمع الفقه الإسلامي الدولي بجدة |
| سماحة الشيخ السَّيِّد علي الأمين                         | جمهورية لبنان            | مرجع ديني |
| معالي السيناتور داتؤ الدكتور ذو الكفل بن محمد البكري | ماليزيا                  | وزير الاوقاف - سابقا عضو مجلس الشيوخ الماليزي                                                                                            |
| سماحة الشيخ المفتي أحمد النور محمد الحلو             | جمهورية تشاد             | مفتي عام جمهورية تشاد |

## الأمين العام
معالي الدكتور علي النعيمي
يوليو 2014 – سبتمبر 2018
سعادة الدكتور سلطان الرميثي
أكتوبر 2018 – فبراير 2022 
سعادة المستشار محمد محمود عبد السلام مارس 2022 – حتى الآن

## وصلات خارجية
الموقع الرسمي